# Селюнино (Ярославская область)
В Ярославской области есть деревни со схожими названиями Селюхино и Селянино.
Селюнино — деревня Николо-Эдомского сельского округа Артемьевского сельского поселения Тутаевского района Ярославской области .
Деревня находится на юго-западе сельского поселения, она далеко удалена и от районного и поселкового центров. Деревня стоит на небольшом удалении от правого южного берега речки Пухарка, правого притока реки Малая Эдома. Вверх по течению, на запад, на расстоянии около 1 км стоит деревня Юдаково, это самая верхняя деревня по течению реки. Через неё можно попасть к посёлку и железнодорожной станции Лом, находящейся на ветке Ярославль—Рыбинск. Восточнее, вниз по течению, на расстоянии около 1 км, но уже на противоположном берегу деревня Парняково. Река Пухарка впадает в Малую Эдому напротив деревни Столбищи, наиболее крупного населённого пункта в округе. От Столбищ к Селюнино вдоль берега Пухарки идёт просёлочная дорога, длиной около 3 км. Сельскохозяйственные земли протянулись по берегам Пухарки полосой не более 1 км, далее от реки заболоченный лес. На юг от деревни на карте обозначена урочища Затынково  и Чучки  которые образуют обширное поле размерами примерно 2х2 км в окружении лесов .
Деревня Селюнина указана на плане Генерального межевания Борисоглебского уезда 1792 года. В 1825 Борисоглебский уезд был объединён с Романовским уездом. По сведениям 1859 года деревня относилась к Романово-Борисоглебскому уезду .
На 1 января 2007 года в деревне Селюнино не числилось постоянных жителей . По карте 1975 г. в деревне жило 18 человек. Почтовое отделение, находящееся в деревне Столбищи, обслуживает в деревне Селюнино 12 домов .